# Samsung Galaxy S
El Samsung Galaxy S (GT-I9000) es un teléfono móvil de gama alta producido y desarrollado por Samsung, basado en sistema operativo Android con pantalla táctil capacitiva Super AMOLED con capacidad multitáctil. El dispositivo fue anunciado por Samsung en marzo de 2010 y se caracteriza por poseer un procesador de 1 GHz "Hummingbird", 8 o 16 GB de memoria interna, pantalla de 480x800 píxeles,conectividad por Wi-Fi cámara de 5 megapixeles con una resolución máxima de 2560x1920, y en ciertos modelos, una cámara frontal de 0.3 MP (640x480). La versión base de este teléfono (GTI9000) fue rápidamente seguido por sus variantes para las compañías de los Estados Unidos tales como el EPIC 4G, Vibrant, Captivate, Fascinate y Mesmerize.
El Samsung Galaxy S se compone también de un GPU PowerVR SGX540 capaz de dibujar 20 millones de triángulos por segundo, Haciéndolo el GPU de Teléfono inteligente más potente del mercado en el momento de su salida.
Dispone además de bluetooth 3.0 y una batería de 1500 mAh. Además de ser el primer Teléfono inteligente certificado para leer archivos Divx HD.
El Samsung Galaxy S fue elegido el teléfono inteligente europeo del año en la entrega de los galardones de la Asociación Europea de Imagen y Sonido (EISA) 2010-2011.
De acuerdo con Samsung, las ventas del Galaxy S llegaron a las cinco millones de unidades en octubre de 2010  y, según otras fuentes, a los diez millones en noviembre, con particular éxito en ventas en Japón. Justamente, el objetivo de ventas para este dispositivo por parte de Samsung era llegar a la meta de diez millones de unidades vendidas para el año 2010, cosa que finalmente se confirmó. Hasta el año 2012, fueron 100 millones de dispositivos vendidos, acumulados de toda la gama Galaxy S.

## Lanzamiento
El teléfono móvil fue lanzado inicialmente en Singapur el 4 de junio de 2010. Antes del final de su primer fin de semana de ventas en Singapur, el teléfono ya había registrado una alta demanda, por lo que hizo falta dispositivos. El viernes 25 de junio de 2010, el teléfono móvil fue lanzado en Malasia y Corea del Sur. En general el calendario de lanzamiento estaba compuesto de lanzamientos en 110 compañías en 100 países al mismo tiempo. Las variantes de Estados Unidos nombradas como Epic, Vibrant, Fascinate, Captivate,y Mesmerize fueron lanzados desde junio hasta septiembre del 2010.

### Procesador
El Samsung Galaxy S usa el procesador Samsung S5PC110. Este procesador combina un núcleo CPU ARM Cortex-A8 de 1 GHz de 45nm con un GPU PowerVR SGX 540 fabricado por Imagination Technologies que soporta OpenGL ES 1.1/2.0 y era capaz de algo más de 20 millones de triángulos por segundo. El núcleo de la CPU con code-name "Hummingbird", fue codesarrollado por Samsung e Intrinsity. Este procesador fue posteriormente renombrado como Samsung Exynos 3110 en octubre de 2011.

### Memoria
El Samsung Galaxy S tiene 512 MB de RAM LPDDR1 (Mobile DDR). Algunas variantes también vienen con 8 o 16 GB de memoria OneNAND combinado en un encapsulado package-on-package con el procesador. Un lector de tarjetas microSD externo soporta hasta 32 GB de almacenamiento de memoria adicional.

### Pantalla
El Samsung Galaxy S posee una pantalla touch Super AMOLED de 4 pulgadas (101.6 milímetros) cubierta con Gorilla Glass. La pantalla utilizada es de resolución WVGA Pentile fabricada por Samsung.
El Galaxy S LCD (GT-I9003) tiene una pantalla SC-CLD (Super Clear LCD) de 4 pulgadas (101.6 milímetros).

### Audio
El teléfono usa un convetidor análogo-digital Wolfson WM8994 como controlador de audio.

### Software
- Samsung Android 2.2 (Froyo) actualizable mediante Samsung Kies a 2.3 (Gingerbread)[23]
- Samsung Apps / Google Play
- Aplicaciones diversas descargables
- Social Hub
- Integra SMS, correo electrónico y cuentas de calendario
- Samsung UI
- Navegador Android
  - Flash Lite3.1, RSS reader
  - Zum multitáctil
- Pantallas de inicio múltiples y personalizables
- Widgets híbridos
- Grabadora de video HD (1280 x 720) @ 30fps
- codec: DivX, XviD, MPEG4, H.263, H.264, WMV, VC-1
- Formatos admitidos
  - 3gp (mp4), AVI (divx), MKV, FLV, H.263 Sorenson
  - MP3/AAC/AAC+/eAAC+/OGG/WMA/AMR-NB/AMR-WB/WAV/
  - MID/AC3/IMY/FLAC/XMF
- Reproductor de Música con SoundAlive

### Otras características
- No tiene flash de cámara
- No tiene luz LED de notificación
- Layar Reality Browser powered by Tele Atlas
- Swype, Write & Go
- ThinkFree
- Aldiko e-book
- Conexión a redes sociales
- All Share